# 龍洞攀岩場
龍洞攀岩場（龍洞岬）位於台灣東北角海岸，介於鼻頭角與和美之間，其海岸線全長約兩公里，地形蜿蜒崎嶇，如同蛟龍盤據而得此名，位於新北市貢寮區和美里，東北角暨宜蘭海岸國家風景區內。其岩質為北部地區最古老的四稜砂岩，自3500萬年前開始沈積，並於600萬年前的造山運動中由海平面逐漸升起。由於經年累月的風化、海蝕、地殼運動、地震、颱風等自然因素的交互作用下，才形成如今表面粗糙且質地緊密的嶙峋岩壁，使其成為全台灣最富盛名的天然濱海岩場。

## 地形與活動
龍洞攀岩場位於新北市貢寮區和美村的龍洞社區，岩岸全長約2公里，岩壁最高處約80公尺左右。自1978年首度發現由攀岩界開始開發，:86因為認為此岩場為學習攀岩絕佳的大學校，故以學校相關的名稱為各分區命名，自北側和美國小端進入的「校門口」至南側西靈巖寺下方的「後門」止，羅馬修（Matt Robertson）在2012年出版的《台灣龍洞攀岩指南》依序分為九個區域：
1. 校門口
2. 鐘塔
3. 長巷
4. 音樂廳
5. 大禮堂
6. 第一洞
7. 第二洞
8. 黃金谷
9. 後門

總計約600條攀登路線，包含運動攀登、傳統攀登、抱石與落水攀登路線，難度從YDS5.4至5.14a不等。
岩場有三個主要入口：
- 和美國小步道: 由龍洞社區的和美國小旁進入，步行約5分鐘即可抵達第一個區域-校門口
- 黃金谷步道: 由西靈巖寺停車場進入，沿龍洞岬灣步道步行約5分鐘，可看見右側草叢中的小徑，此即為黃金谷步道。沿小徑往下步行約20分鐘即可抵達第八個區域-黃金谷
- 後門步道: 由西靈巖寺停車場旁的涼亭進入，往下步行約10分鐘即可抵達第九個區域-後門

Google Map

## 交通
<公車>
【856】：
至[和美國小]：瑞芳火車站-->龍洞港
【886】：
至[和美國小]：瑞芳火車站-->和美國小
【791】：
(1)至[和美國小]：
基隆火車站-->龍洞港
(2)至[西靈巖寺]：
```
  (2.1)走路>>基隆車站南站-->城隍廟
```

```
  (2.2)搭車>>城隍廟-->佛祖廟(西靈寺)
```

## 龍洞攀岩相關書籍
1. 劉乃勳 [牛奶].  (PDF). 台北: 外展登山訓練中心. 1993-02  [2022-12-27]. （原始内容存档 (PDF)于2022-12-27）.
2. [傅抱仁].  (PDF).   [2022-12-27]. （原始内容存档 (PDF)于2022-12-27） （英语）.
3. 朴來慶、呂金霙. . 鐘郡出版社. 1998年11月. ISBN 9578966725 （中文及英语）.
4. Matt Robertson著 王宏祥 譯. . 2006年3月31日 （中文及英语）.
5. Matt Robertson著 吳彥儀 譯. . 2012年4月. ISBN 9789574189939 （中文及英语）.

## 龍洞攀岩重大事件紀錄

### 龍洞大掃除
1. 2012/11/17
2. 2013/04/20
3. 2013/10/05

## 外部連結
- 臺灣交通部觀光局東北角暨宜蘭海岸國家風景區管理處《龍洞》
- 龍洞岩場救援計劃[]